# Ronde van Italië 2024/Elfde etappe
De 11 etappe van de Ronde van Italië 2024 vond plaats op 15 mei. Deze etappe werd gewonnen door Jonathan Milan die ook al zegevierde in de vierde etappe. De Nederlander Fabio Jakobsen kwam enigszins ongelukkig ten val in de de laatste kilometer van deze etappe.
De leiders in de klassementen bleven op één na dezelfde na deze etappe. Cian Uijtdebroeks gaf op, de witte trui voor jongeren kwam hiermee in handen van de Italiaan Antonio Tiberi. In het algemene klassement vond ook een kleine verandering plaats doordat Uijtdebroeks uitviel. Dit zorgde ervoor dat alle andere renners één plekje stegen. Thymen Arensman kwam hiermee in de top tien terecht. De beste Belg is nu Mauri Vansevenant die een half uur achterstand heeft op Tadej Pogačar en 28e staat in het algemene klassement.

## Uitslagen
| Foiano di Val Fortore - Francavilla al Mare 207 km |                       |                               |          |
| Plaats                                             | Naam                  | Ploeg                         | tijd     |
| Winnaar                                            | Jonathan Milan        | Lidl-Trek                     | 4u23'18" |
| 2                                                  | Kaden Groves          | Alpecin-Deceuninck            | z.t.     |
| 3                                                  | Giovanni Lonardi      | Team Polti Kometa             | z.t.     |
| 4                                                  | Laurence Pithie       | Groupama-FDJ                  | z.t.     |
| 5                                                  | Sebastián Molano      | UAE Team Emirates             | z.t.     |
| 6                                                  | Danny van Poppel      | BORA-hansgrohe                | z.t.     |
| 7                                                  | Fernando Gaviria      | Movistar Team                 | z.t.     |
| 8                                                  | Phil Bauhaus          | Bahrain-Victorious            | z.t.     |
| 9                                                  | Stanisław Aniołkowski | Cofidis                       | z.t.     |
| 10                                                 | Enrico Zanoncello     | VF Group-Bardiani CSF-Faizanè | z.t.     |
|                                                    |                       |                               |          |
| 18                                                 | Edward Theuns         | Lidl-Trek                     | z.t.     |

| Algemeen klassement |                        |                                 |           |
| Plaats              | Naam                   | Ploeg                           | Tijd      |
| Roze trui           | Tadej Pogačar          | UAE Team Emirates               | 41u09'26" |
| 2                   | Daniel Felipe Martínez | BORA-hansgrohe                  | + 2'40"   |
| 3                   | Geraint Thomas         | INEOS Grenadiers                | + 2'56"   |
| 4                   | Ben O'Connor           | Decathlon AG2R La Mondiale Team | + 3'39"   |
| 5                   | Antonio Tiberi         | Bahrain-Victorious              | + 4'27"   |
| 6                   | Romain Bardet          | Team dsm-firmenich PostNL       | + 4'57"   |
| 7                   | Lorenzo Fortunato      | Astana Qazaqstan Team           | + 5'19"   |
| 8                   | Filippo Zana           | Team Jayco AlUla                | + 5'23"   |
| 9                   | Einer Rubio            | Movistar Team                   | + 5'28"   |
| 10                  | Thymen Arensman        | INEOS Grenadiers                | + 5'52"   |
|                     |                        |                                 |           |
| 28                  | Mauri Vansevenant      | Soudal Quick-Step               | + 30'21"  |

## Opgaven
Voorafgaand aan deze etappe zijn er drie opgaven gemeld. Waaronder die van de best geklasseerde Belg Cian Uijtdebroeks die wegens ziekte moest opgeven, net als enkele van zijn ploeggenoten. Uijtdebroeks was de vierde renner van zijn ploeg die moest opgeven.
Niet gestart
Louis Barré (Arkéa-B&B Hotels)
Stefano Oldani (Cofidis)
Cian Uijtdebroeks (Team Visma | Lease a Bike)
1e etappe ·
2e etappe ·
3e etappe ·
4e etappe ·
5e etappe ·
6e etappe ·
7e etappe ·
8e etappe ·
9e etappe ·
10e etappe ·
11e etappe ·
12e etappe ·
13e etappe ·
14e etappe ·
15e etappe ·
16e etappe ·
17e etappe ·
18e etappe ·
19e etappe ·
20e etappe ·
21e etappe
Startlijst · Eindstanden · Afbeeldingen